# Sibirski tiger
Sibirski tiger, tudi amurski tiger (znanstveno ime Panthera tigris altaica), je redka podvrsta tigra (Panthera tigris) in največja žival iz družine mačk (Felidae) nasploh. Ta podvrsta je prizadeta. 
V začetku 20. stoletja so sibirski tigri živeli po vsem Korejskem polotoku, v severovzhodni Mongoliji, jugovzhodni Rusiji in na severovzhodu Kitajske. Danes ga v Južni Koreji skoraj ne najdemo več in je v glavnem omejen na majhno območje na jugu ruskega daljnega vzhoda (območje rek Amur in Ussuri v Primorskem in Habarovskem okraju), kjer ga dejavno varujejo. V Mandžuriji (severovzhodna Kitajska) jih je zelo malo, še manj v Severni Koreji. Aktivno se izvaja programe vzreje v ujetništvu in ohranjanja.
Na območju gorskega masiva Sihote-Alin se je od leta 1992, ko je tu živelo 250 sibirskih tigrov, kljub velikemu izgubljanju mladičev zaradi avtomobilskih nesreč na eni sami cesti, ki poteka skozi njihovo ozemlje, število do leta 2004 povzpelo na 350 osebkov. Krivolov je zahvaljujoč pogostim pregledom na cestah pod nadzorom. Domnevno še dvajset tigrov živi na območju gorovja Čangbaj na Kitajskem.
Sibirski tiger je bil tudi maskota Poletnih olimpijskih iger 1988, ki so potekale v Seulu, Južna Koreja.
Bil pa je poleg severnega medveda in zajca tudi simbol olimpijskih iger v Sočiju leta 2014.

## Fizični opis
Samec sibirskega tigra lahko tehta čez 320 kg in meri prek 230 cm, čemur je treba prišteti še več kot 1 m dolg rep. Povprečno pa samica tehta 160 kg in samec okrog 225 kg. S tem je sibirski tiger, z izjemo hibridnega ligra, ki ga navadno najdemo le v ujetništvu, največja žival iz družine mačk.
Poleg velikosti ločimo sibirskega tigra od drugih podvrst po bolj bledem kožuhu, temnorjavih (ne črnih) progah in raznoliki prehrani (glej spodaj).

## Razširjenost
Sibirski tigri so zelo ogrožena podvrsta tigra. Včasih so živeli po vsej Kitajski, Južni in Severni Koreji, delčku Mongolije in pa seveda kar velikem delu Sibirije. Danes živijo samo še na 1/6 tistega dela Sibirije. Primerek sibirskega tigra je na ogled tudi v ljubljanskem živalskem vrtu.

## Lov
Za plenjenje plena tigri uporabljajo svojo težo in moč, ter tako spravijo žrtev iz ravnotežja.
Napadajo iz katerega koli kota, običajno iz grmovja. Žrtev ugriznejo v vrat, pogosto zlomijo vretenca ali pa pregriznejo arterijo, tako kot to stori mala mačka s svojim plenom. Vendar pa tiger ni tako dober plenilec, kot se morda zazdi prvi hip. Uspe mu le eno od desetih plenjenj.

## Prehrana
Tiger lahko poje 40 kg mesa na noč. Ker med dvema obrokoma veliko prehodijo, morajo biti obroki veliki—za naše predstave pojejo ogromno. Tigrov plen so divje svinje, jelenjad, losi, risi, medvedje, zajci... Jedel bo (če bo treba) tudi ribe. Strah pred tigri naj bi bil skoraj povsem odveč, saj samo trije tigri od tisočih jedo ljudi. Po obrokih se tiger napije vode in gre počivat.

## Razmnoževanje
Tiger je spolno zrel, ko je star od 3 do 5 let. Pari se samo 2 dni. Samica je breja od 95 do 112 dni. Povrže 3 do 4 mladiče (največ 7). Mladiče doji 5 do 6 mescev. Mladiči po 2 tednih odprejo oči. Takrat jim začnejo rasti zobje. Pri materi ostanejo do spolne zrelosti.